# NGC 2882
NGC 2882 ist eine spiralförmige Radiogalaxie vom Hubble-Typ S? im Sternbild Löwe auf der Ekliptik. Sie ist schätzungsweise 90 Millionen Lichtjahre von der Milchstraße entfernt und hat einen Durchmesser von etwa 60.000 Lichtjahren. Vom Sonnensystem aus entfernt sich das Objekt mit einer errechneten Radialgeschwindigkeit von näherungsweise 2.200 Kilometern pro Sekunde.
Im selben Himmelsareal befinden sich unter anderem die Galaxien PGC 1327189, PGC 1338050, PGC 1342407, PGC 3091583.
Das Objekt wurde am 6. März 1864 von Albert Marth entdeckt.